# Вайгерт, Карл
Карл Вайгерт (нем. Carl Weigert; 19 марта 1845[…], Зембице, Нижнесилезское воеводство — 5 августа 1904, Франкфурт-на-Майне, Пруссия) — немецкий медик-патологоанатом. Первый кто с помощью красителей сделал бактерии видимыми и ввёл анилиновые красители в гистологию и бактериальную диагностику.

## Биография
После окончания средней школы в 1862 году изучал медицину в университетах Берлина, Вены и Бреслау до 1868 года. В 1866 году получил докторскую степень в Берлине. С 1868 по 1870 год Вайгерт был помощником Генриха Вильгельма Вальдейера в Бреслау. 
Принимал участие во Франко-прусской войне (1870–1871). 
С 1871 по 1874 год был ассистентом Германа Леберта в Бреслау. В 1874 году он стал помощником Юлиуса Фридриха Конгейма (1839—1884).
Карл Вайгерт умер 5 августа 1904 года во Франкфурте-на-Майне и был похоронен на еврейском кладбище на Рат-Бейль-штрассе.